# Nicky Kuiper
Nicky Kuiper (Arnhem, 7 giugno 1989) è un ex calciatore olandese, di ruolo difensore.

## Statistiche

### Presenze e reti nei club
Statistiche aggiornate al 26 maggio 2017
| Stagione        | Squadra         | Campionato      | Campionato | Campionato | Coppe nazionali | Coppe nazionali | Coppe nazionali | Coppe continentali | Coppe continentali | Coppe continentali | Altre coppe | Altre coppe | Altre coppe | Totale | Totale | Totale |
| Stagione        | Squadra         | Comp            | Pres       | Reti       | Comp            | Pres            | Reti            | Comp               | Pres               | Reti               | Comp        | Pres        | Reti        | Pres   | Reti   |        |
| --------------- | --------------- | --------------- | ---------- | ---------- | --------------- | --------------- | --------------- | ------------------ | ------------------ | ------------------ | ----------- | ----------- | ----------- | ------ | ------ | ------ |
| 2008-2009       | Vitesse         | E               | 15         | 0          | CO              | 0               | 0               | -                  | -                  | -                  | -           | -           | -           | 15     | 0      |        |
| 2009-2010       | Twente          | E               | 16         | 2          | CO              | 3               | 0               | UCL+UEL            | 0+5                | 0                  | -           | -           | -           | 24     | 2      |        |
| 2010-2011       | Twente          | E               | 4          | 0          | CO              | 1               | 0               | UCL+UEL            | 1+0                | 0                  | SO          | 0           | 0           | 6      | 0      |        |
| 2011-2012       | Twente          | E               | 6          | 0          | CO              | 0               | 0               | UCL+UEL            | 0                  | 0                  | SO          | 0           | 0           | 6      | 0      |        |
| 2012-gen. 2013  | Twente          | E               | 0          | 0          | CO              | 2               | 0               | UEL                | 2                  | 0                  | -           | -           | -           | 4      | 0      |        |
| Totale Twente   | Totale Twente   | Totale Twente   | 26         | 2          |                 | 6               | 0               |                    | 8                  | 0                  |             | -           | -           | 40     | 2      |        |
| gen.-giu. 2013  | Panathīnaïkos   | SL              | 3          | 0          | CG              | -               | -               | -                  | -                  | -                  | -           | -           | -           | 3      | 0      |        |
| 2013-2014       | Jong Twente     | ED              | 12         | 0          | -               | -               | -               | -                  | -                  | -                  | -           | -           | -           | 12     | 0      |        |
| 2015-2016       | Willem II       | E               | 0          | 0          | CO              | 0               | 0               | -                  | -                  | -                  | -           | -           | -           | 0      | 0      |        |
| 2016-2017       | Eindhoven       | ED              | 1          | 0          | CO              | 0               | 0               | -                  | -                  | -                  | -           | -           | -           | 1      | 0      |        |
| Totale carriera | Totale carriera | Totale carriera | 57         | 2          |                 | 6               | 0               |                    | 8                  | 0                  |             | 0           | 0           | 71     | 2      |        |

## Palmarès

### Club
- Campionato olandese: 1

Twente: 2009-2010
- Coppa dei Paesi Bassi: 1

Twente: 2010-2011
- Supercoppa dei Paesi Bassi: 2

Twente: 2010, 2011